# 9356 Elineke
9356 Elineke è un asteroide della fascia principale. Scoperto nel 1991, presenta un'orbita caratterizzata da un semiasse maggiore pari a 2,6158609 UA e da un'eccentricità di 0,0996832, inclinata di 13,98284° rispetto all'eclittica.